# Lê Thanh Phong (thẩm phán)
Lê Thanh Phong (sinh năm 1967) là thẩm phán người Việt Nam. Ông hiện giữ chức vụ Thành ủy viên, Chánh án Tòa án nhân dân Thành phố Hồ Chí Minh, đại biểu Quốc hội Việt Nam khóa XV thuộc Đoàn Đại biểu Quốc hội Thành phố Hồ Chí Minh.

## Tiểu sử
Lê Thanh Phong sinh ngày 06 tháng 10 năm 1967, quê quán: Xã Tân Thành Bình, huyện Mỏ Cày Bắc, tỉnh Bến Tre.
Lê Thanh Phong có bằng Tiến sĩ Luật.
Lê Thanh Phong là đảng viên Đảng Cộng sản Việt Nam.
Từ tháng 01 năm 2012 đến tháng 12 năm 2016: Thẩm phán trung cấp, Chánh án Tòa án nhân dân Quận 7, Thành phố Hồ Chí Minh; Đại biểu Hội đồng nhân dân Quận 7, Thành phố Hồ Chí Minh nhiệm kỳ 2016 - 2021.
Từ tháng 01 năm 2017 đến tháng 6 năm 2019: Ủy viên Ban Cán sự Đảng, Đảng ủy viên, Phó Chánh án Tòa án nhân dân Thành phố Hồ Chí Minh.
Từ tháng 7 năm 2019 đến nay: Thành ủy viên; Bí thư Ban Cán sự Đảng, Thẩm phán cao cấp, Chánh án Tòa án nhân dân Thành phố Hồ Chí Minh.
Từ ngày 1 tháng 7 năm 2019, Lê Thanh Phong được Chánh án Tòa án nhân dân tối cao Việt Nam Nguyễn Hòa Bình bổ nhiệm giữ chức vụ Chánh án Tòa án nhân dân Thành phố Hồ Chí Minh nhiệm kì 5 năm thay bà Ung Thị Xuân Hương nghỉ hưu.
Ngày 5 tháng 6 năm 2020, ông nhận quyết định của Ban Bí thư Ban Chấp hành Trung ương Đảng Cộng sản Việt Nam khóa 12 chỉ định làm Ủy viên Ban Chấp hành Đảng bộ Thành phố Hồ Chí Minh nhiệm kì 2015 - 2020.